# Strandella
Strandella (Oi, 1960) è un genere di ragni appartenente alla famiglia Linyphiidae.

## Distribuzione
Le quattro specie oggi note di questo genere sono state rinvenute in Asia orientale.

## Tassonomia
A giugno 2012, si compone di quattro specie:
- Strandella fluctimaculata Saito, 1982 — Russia, Giappone
- Strandella pargongensis (Paik, 1965) — Russia, Cina, Corea, Giappone
- Strandella quadrimaculata (Uyemura, 1937)[3] — Giappone
- Strandella yaginumai Saito, 1982 — Giappone